# Taxi Key
Taxi Key es una ficción radiofónica del género policíaco que se emitió en Ràdio Barcelona. El formato nació el 2 de octubre de 1948, de la mano de Luis Gossé de Blain, y se emitió hasta 1962. Tenía una duración media de 30 minutos, y se titulaba ¿Es usted un buen detective?. La serie esta protagonizada por un joven abogado, taxista de profesión, pero con licencia de detective, llamado Taxi Key. El protagonista estaba interpretado primero por Ricard Palmerola, y después de octubre de 1949, por Isidro Sola Llop, un papel que le valió un Premio Ondas al mejor actor de Barcelona en 1954.
También se emitió en Almería, Galicia y País Vasco. Está considerada como una de las series policiacas más largas de la historia de la radio española. En 2008, el programa La ventana rindió homenaje a Taxi Key, emitiendo una de sus producciones en directo.